# Sexion d’Assaut

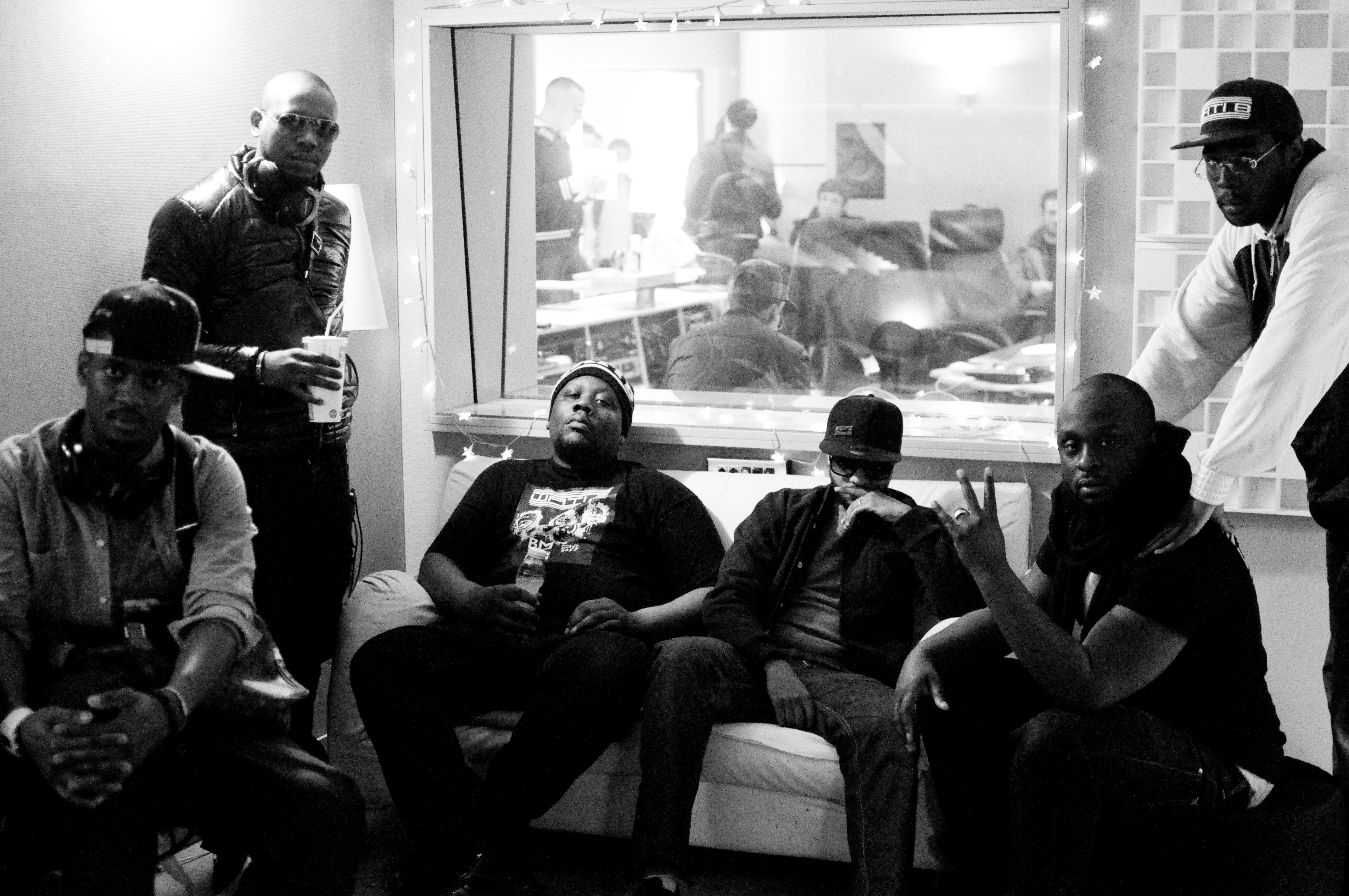
Sexion d’Assaut (2012)

Sexion d’Assaut ist ein neunköpfiges französisches Hip-Hop-Kollektiv, bestehend aus acht Rappern und einem DJ.

## Geschichte
Sexion d’Assaut formierte sich Anfang der 2000er Jahre und besteht hauptsächlich aus Jugendlichen von nordöstlichen Banlieues der Hauptstadt Paris. Sexion d’Assaut sind bei dem französischen Label Wati B unter Vertrag und haben einen exklusiven Vertriebsdeal mit der Major-Plattenfirma Sony Music France. Die Gruppe zählt, neben französischen Urban Acts wie Booba oder Soprano, zu den bekanntesten französischen Rap-Gruppen. Ihre Facebook-Seite hat über 6 Millionen Fans, ihr eigener Youtube-Kanal zählt über 1 Milliarden Video-Besucher.
Das erste Album der Gruppe erschien im Frühjahr 2010 und erreichte Platz 2 der französischen Charts. Ursprünglich waren sie 2010 in der Kategorie Best European Act Frankreich für einen MTV Europe Music Award nominiert, wurden aber nach umstrittenen Äußerungen der Rapper von dem Musiksender wegen „offenem Aufruf zur Intoleranz“ vorzeitig aus der Abstimmung genommen.
In Deutschland hatten Sexion d’Assaut ihren Durchbruch mit ihrer Hitsingle „Désolé“, die auf sämtlichen TV- und Radiostationen auf Heavy-Rotation lief und es in die Top 20 der deutschen Singlecharts schaffte. Im September 2011 tourte die Band, promotet von Bodensee Records, mit ihrer Paris Va Bien Tour 2011 durch Deutschland, Österreich und die Schweiz.
Bei den MTV Europe Music Awards 2012 in Frankfurt am Main waren sie erneut für einen MTV-Award in der Kategorie Best European Act Frankreich nominiert. Im selben Jahr erhielten sie den Kora All African Music Award in der Kategorie Europäische Diaspora.
Ihr zweites Album L’Apogée wurde im Oktober 2012 für über 500.000 verkaufte Einheiten in Frankreich mit einer Diamantenen Schallplatte ausgezeichnet. Im August 2016 wurde das Album für über eine Million verkaufte Einheiten mit einer weiteren Diamantenen Schallplatte ausgezeichnet.
Auf einem Stück im ersten Soloalbum des Mitgliedes Lefa traten sie als Featuring auf.

## Bandname und Mitglieder
Der Bandname Sexion d’Assaut ist ein Homophon zu „Sections d’Assaut“, dem französischen Begriff für die NS-Sturmabteilung (SA), was kontroverse Diskussionen auslöste.
Ursprünglich waren über 20 Rapper aus Paris und Umgebung Bestandteil des Rap-Kollektivs Sexion d’Assaut. Mittlerweile ist nur noch der Kern übrig geblieben, acht Rapper und ein DJ:
Maître Gims, Lefa, Doomams (aka l’Insomniaque), Black Mesrimes (aka Black M), Adams Diallo (or Barack Adama), Maska, JR O Crom, L.I.O. (aka Pétrodollars) und DJ HCUE.

## Homophobie
Sexion d’Assaut wurden in Frankreich für ihre Homophobie kritisiert. In der Zeitschrift „International Hip Hop“ vom Juni 2010 sagt Lefa: „Wir sind zu 100 Prozent gegen Homosexualität und wir stehen dazu.“
In dem Lied On t’a humilié singt Maître Gims: „Ich glaube, es ist höchste Zeit, dass die Schwulen krepieren, schneide ihren Penis ab, lass sie sterben, aufgefunden auf dem Périphérique“.
Nach der Äußerung von Rapper Lefa wurden sämtliche Videos von Sexion d’Assaut im französischen TV nicht mehr ausgestrahlt und auch die Radiosender weigerten sich, ihre Songs zu spielen. Ihre ausverkaufte erste große Tournee in Frankreich musste abgesagt werden, da die meisten französischen Zéniths öffentlich gefördert werden.
Am 18. März 2011 veröffentlichten Sexion d’Assaut: „Communique de Sexion d’Assaut“ ein zehnseitiges Dokument mit Stellungnahme zu den homophoben Äußerungen. Sie starteten eine große „Entschuldigungskampagne“. Die Äußerungen von Lefa auf der Pressekonferenz seien falsch gewesen. Er entschuldigte sich dafür. Der Song von Maître Gims war schon viele Jahre alt. Er sei ein Demosong, der lediglich Provokation ausüben sollte, was im Rap durchaus üblich sei. Sexion d’Assaut schrieb YouTube in den USA an mit der Bitte, drei Songs, welche homophobe Äußerungen beinhalten, komplett zu löschen. Ihr Mixtape mit dem besagten Song von Maître Gims, welches bei dem Vertrieb Because Music in Frankreich vertrieben wurde, stoppten sie ebenfalls. Die Gruppe traf sich mit einigen Vertretern der französischen Homosexuellen-Bewegung, um sich zu entschuldigen. Auch in Universitäten, Schulen und Vereinen nahmen Sexion d'Assaut an Podiumsdiskussionen zum Thema „Menschenwürde und Diskriminierung von sexuellen Minderheiten“ teil.

## Diskografie

### Studioalben
| Jahr | Titel                                        | Höchstplatzierung, Gesamtwochen, AuszeichnungChartplatzierungen (Jahr, Titel, Platzierungen, Wochen, Auszeichnungen, Anmerkungen) | Höchstplatzierung, Gesamtwochen, AuszeichnungChartplatzierungen (Jahr, Titel, Platzierungen, Wochen, Auszeichnungen, Anmerkungen) | Höchstplatzierung, Gesamtwochen, AuszeichnungChartplatzierungen (Jahr, Titel, Platzierungen, Wochen, Auszeichnungen, Anmerkungen) | Anmerkungen                         |
| Jahr | Titel                                        | FR | BEW | CH | Anmerkungen                         |
| ---- | -------------------------------------------- | --- | --- | --- | ----------------------------------- |
| 2009 | L’écrasement de tête                         | FR36 (30 Wo.)FR | — | — |                                     |
| 2010 | L’école des points vitaux                    | FR2 ×3Dreifachplatin · (159 Wo.)FR                                                                                                | BEW5 (42 Wo.)BEW | CH37 (28 Wo.)CH | Erstveröffentlichung: 26. März 2010 |
| 2011 | En attendant l’apogée – les chroniques du 75 | FR3 Platin · (83 Wo.)FR | BEW10 (47 Wo.)BEW | CH46 (10 Wo.)CH | Erstveröffentlichung: 4. April 2011 |
| 2012 | L’apogée                                     | FR1 Diamant · (110 Wo.)FR | BEW1 Platin · (200 Wo.)BEW | CH15 Gold · (70 Wo.)CH | Erstveröffentlichung: 5. März 2012  |

Weitere Alben
- 2008: Le renouveau
- 2010: Prélude avant l’apogée

### Livealben
| Jahr | Titel              | Höchstplatzierung, Gesamtwochen, AuszeichnungChartplatzierungen (Jahr, Titel, Platzierungen, Wochen, Auszeichnungen, Anmerkungen) | Höchstplatzierung, Gesamtwochen, AuszeichnungChartplatzierungen (Jahr, Titel, Platzierungen, Wochen, Auszeichnungen, Anmerkungen) | Höchstplatzierung, Gesamtwochen, AuszeichnungChartplatzierungen (Jahr, Titel, Platzierungen, Wochen, Auszeichnungen, Anmerkungen) | Anmerkungen                             |
| Jahr | Titel              | FR | BEW | CH | Anmerkungen                             |
| ---- | ------------------ | --- | --- | --- | --------------------------------------- |
| 2012 | Concert Bercy Live | FR23 Gold · (59 Wo.)FR | BEW37 (41 Wo.)BEW | — | Erstveröffentlichung: 16. November 2012 |

### Kompilationen
| Jahr | Titel         | Höchstplatzierung, Gesamtwochen, AuszeichnungChartplatzierungen (Jahr, Titel, Platzierungen, Wochen, Auszeichnungen, Anmerkungen) | Höchstplatzierung, Gesamtwochen, AuszeichnungChartplatzierungen (Jahr, Titel, Platzierungen, Wochen, Auszeichnungen, Anmerkungen) | Höchstplatzierung, Gesamtwochen, AuszeichnungChartplatzierungen (Jahr, Titel, Platzierungen, Wochen, Auszeichnungen, Anmerkungen) | Anmerkungen |
| Jahr | Titel         | FR | BEW | CH | Anmerkungen |
| ---- | ------------- | --- | --- | --- | --- |
| 2012 | La collection | FR154 (3 Wo.)FR | — | — | Boxset, bestehend aus den Alben L’école des points vitaux, En attendant l’apogée - Les chroniques du 75, L’apogée, Concert Bercy Live und einer DVD mit weiteren Live-Mitschnitten |
| 2013 | Best of       | FR12 Platin · (26 Wo.)FR | BEW23 (38 Wo.)BEW | CH79 (2 Wo.)CH | Erstveröffentlichung: 4. November 2013 |

### Maxis
- 2005: Le Pacte (Black Mesrimes gemeinsam mit Bakry)
- 2006: Pour ceux qui dorment les yeux ouverts (Maitre Gims)

### Mixtapes
- 2005: La Terre du Milieu
- 2010: This Is the Remix TTAV

### Nettapes
- 2009: Les Chroniques du 75 Vol. 1
- 2010: Les Chroniques du 75 Vol. 2

### Singles
| Jahr | Titel Album                                                | Höchstplatzierung, Gesamtwochen, AuszeichnungChartplatzierungen (Jahr, Titel, Album, Platzierungen, Wochen, Auszeichnungen, Anmerkungen) | Höchstplatzierung, Gesamtwochen, AuszeichnungChartplatzierungen (Jahr, Titel, Album, Platzierungen, Wochen, Auszeichnungen, Anmerkungen) | Höchstplatzierung, Gesamtwochen, AuszeichnungChartplatzierungen (Jahr, Titel, Album, Platzierungen, Wochen, Auszeichnungen, Anmerkungen) | Höchstplatzierung, Gesamtwochen, AuszeichnungChartplatzierungen (Jahr, Titel, Album, Platzierungen, Wochen, Auszeichnungen, Anmerkungen) | Höchstplatzierung, Gesamtwochen, AuszeichnungChartplatzierungen (Jahr, Titel, Album, Platzierungen, Wochen, Auszeichnungen, Anmerkungen) | Anmerkungen                                                        |
| Jahr | Titel Album                                                | FR | BEW | DE | AT | CH | Anmerkungen                                                        |
| --- | ---------------------------------------------------------- | --- | --- | --- | --- | --- | ------------------------------------------------------------------ |
| 2010 | Casquette à l’envers Prélude avant l’album                 | — | BEW36 (1 Wo.)BEW | — | — | — | Erstveröffentlichung: 2. Februar 2010                              |
| 2010 | Désolé L’école des points vitaux                           | FR61 Gold · (39 Wo.)FR | BEW5 Gold · (26 Wo.)BEW | DE18 Platin · (23 Wo.)DE | AT29 (9 Wo.)AT | CH15 Gold · (37 Wo.)CH | Erstveröffentlichung: 12. April 2010 Charteinstieg in FR erst 2012 |
| 2010 | Wati By Night L’école des points vitaux                    | FR86 (17 Wo.)FR | BEW40 (1 Wo.)BEW | — | — | — | Charteinstieg in FR erst 2012                                      |
| 2011 | Paris va bien En attendant l’apogée - les chroniques du 75 | FR17 (19 Wo.)FR | — | — | — | — | Erstveröffentlichung: 26. Januar 2011                              |
| 2011 | Mets pas celle là L’apogée                                 | FR54 (10 Wo.)FR | — | — | — | — | Erstveröffentlichung: 11. Dezember 2011                            |
| 2011 | Disque d’or L’apogée                                       | FR109 (16 Wo.)FR | — | — | — | — | Erstveröffentlichung: 30. Dezember 2011                            |
| 2012 | Avant qu’elle parte L’apogée                               | FR3 Gold · (61 Wo.)FR | BEW1 Gold · (48 Wo.)BEW | — | — | CH28 Gold · (14 Wo.)CH | Erstveröffentlichung: 5. Januar 2012                               |
| Folgende Lieder erschienen nicht als Single, wurden aber durch das Album zum Download und Streaming bereitgestellt und konnten somit eine Platzierung erlangen: |                                                            | | | | | |                                                                    |
| |                                                            | | | | | |                                                                    |
| 2011 | Paris va bien En attendant l’apogée - les chroniques du 75 | FR17 (19 Wo.)FR | — | — | — | — | Erstveröffentlichung: 26. Januar 2011                              |
| 2012 | Wati House L’apogée                                        | FR4 (62 Wo.)FR | — | — | — | CH50 (5 Wo.)CH |                                                                    |
| 2012 | Ma direction L’apogée                                      | FR5 (79 Wo.)FR | BEW2 Gold · (51 Wo.)BEW | — | — | CH36 Gold · (11 Wo.)CH |                                                                    |
| 2012 | Balader L’apogée                                           | FR27 (37 Wo.)FR | BEW12 (15 Wo.)BEW | — | — | — |                                                                    |
| 2012 | J’reste debout L’apogée                                    | FR57 (40 Wo.)FR | — | — | — | — |                                                                    |
| 2012 | Africain L’apogée                                          | FR108 (22 Wo.)FR | — | — | — | — |                                                                    |
| 2012 | J’ai pas les loves L’école des points vitaux               | FR125 (1 Wo.)FR | — | — | — | — |                                                                    |
| 2012 | À coeur ouvert L’apogée                                    | FR147 (1 Wo.)FR | — | — | — | — |                                                                    |
| 2012 | L’endurance L’apogée                                       | FR176 (1 Wo.)FR | — | — | — | — |                                                                    |
| 2012 | -75 degrés L’apogée                                        | FR178 (1 Wo.)FR | — | — | — | — |                                                                    |
| 2012 | Melrose Place L’apogée                                     | FR179 (1 Wo.)FR | — | — | — | — | feat. Lio Petrodollars                                             |
| 2012 | Changement d’ambiance L’école des points vitaux            | FR198 (1 Wo.)FR | — | — | — | — |                                                                    |
| 2012 | Problèmes d’adultes L’apogée (Deluxe)                      | FR11 (34 Wo.)FR | BEW8 (18 Wo.)BEW | — | — | — |                                                                    |
| 2012 | Prévenez les haineux L’apogée (Deluxe)                     | FR115 (1 Wo.)FR | — | — | — | — | feat. Lio Petrodollars                                             |
| 2012 | Laissez moi ivre L’apogée (Deluxe)                         | FR154 (1 Wo.)FR | — | — | — | — |                                                                    |
| 2013 | Cérémonie L’apogée (Réédition)                             | FR82 (6 Wo.)FR | — | — | — | — | feat. Dry                                                          |

Weitere Singles
- 2007: Histoire pire que vrai…
- 2007: Anti-tecktonik
- 2009: T’es bête ou quoi ?
- 2009: Wati bon son
- 2009: A la mode de chez nous
- 2009: L’école des points vitaux
- 2010: Les chroniques du 75 Street
- 2011: Noir
- 2011: O’Brothers
- 2012: Wati Big Ali
- 2012: R.I.P
- 2012: Fin de Dream
- 2013: Assez (feat. Dry)
- 2015: Vu la haine que j’ai

### Gastbeiträge
| Jahr | Titel Album                    | Höchstplatzierung, Gesamtwochen, AuszeichnungChartplatzierungen (Jahr, Titel, Album, Platzierungen, Wochen, Auszeichnungen, Anmerkungen) | Höchstplatzierung, Gesamtwochen, AuszeichnungChartplatzierungen (Jahr, Titel, Album, Platzierungen, Wochen, Auszeichnungen, Anmerkungen) | Höchstplatzierung, Gesamtwochen, AuszeichnungChartplatzierungen (Jahr, Titel, Album, Platzierungen, Wochen, Auszeichnungen, Anmerkungen) | Höchstplatzierung, Gesamtwochen, AuszeichnungChartplatzierungen (Jahr, Titel, Album, Platzierungen, Wochen, Auszeichnungen, Anmerkungen) | Höchstplatzierung, Gesamtwochen, AuszeichnungChartplatzierungen (Jahr, Titel, Album, Platzierungen, Wochen, Auszeichnungen, Anmerkungen) | Anmerkungen                  |
| Jahr | Titel Album                    | FR | BEW | DE | AT | CH | Anmerkungen                  |
| ---- | ------------------------------ | --- | --- | --- | --- | --- | ---------------------------- |
| 2011 | Sahbi L’apogée Live à Bercy    | FR37 (13 Wo.)FR | — | — | — | — | Kore feat. Sexion d’Assaut   |
| 2011 | Blood Diamondz À toute épreuve | FR39 (12 Wo.)FR | — | — | — | — | Sniper feat. Sexion d’Assaut |
| 2012 | Mon défaut Tôt ou tard         | FR113 (2 Wo.)FR | — | — | — | — | Dry feat. Sexion d’Assaut    |
| 2016 | Reste branché Monsieur Fall    | FR200 (1 Wo.)FR | — | — | — | — | Lefa feat. Sexion d’Assaut   |

### Videoalben
- 2012: L’apogée à Bercy (FR: Gold)